# Usina Hidrelétrica de Chavantes
A Usina Hidrelétrica de Chavantes  é uma usina hidrelétrica brasileira localizada no rio Paranapanema, no município de Chavantes, ao sudoeste do Estado de São Paulo, fronteira com o município de Ribeirão Claro no estado do Paraná.

## Características
A usina possui 414 MW de potência instalada e opera com um desnível máximo de 73,6 m. A construção iniciou-se em 1959 e as operações de fornecimento de energia somente em 1971. Sua construção exigiu cerca de 6 milhões de m³ de material e foram necessários 846 mil m³ de escavações para a sua fundação.
Possui 4 turbinas tipo Francis e a área do reservatório é de 400 km². A usina impressiona a todos com barragem situada 3.000 metros abaixo da foz do rio Itararé, possibilitando o armazenamento de 9,4 bilhões de m³ de água. No entanto, permite regularizar parte da vazão média do rio, evitando enchentes e assegurando a irrigação das plantações da população ribeirinha.
Na usina instalou-se a Vila Técnica, que serve como base as equipes da CTG Brasil, atual responsável pela manutenção e operação de várias usinas do rio Paranapanema. Na mesma usina encontra-se o Centro de Operação e Geração, onde a CTG Brasil supervisiona e opera remotamente, via satélite, suas oito usinas e os respectivos reservatórios.
Segundo o Operador Nacional do Sistema Elétrico (ONS) o lago da Usina Hidrelétrica de Chavantes é capaz de armazenar 1,63% do volume represável pelos reservatórios do Sistema Sudeste/Centro Oeste, o que representa 28,06% do armazenamento de água do sub-sistema do Rio Paranapanema